# 巴拉顿索包迪
巴拉顿索包迪（匈牙利語：Balatonszabadi）是匈牙利绍莫吉州所辖的一个村。总面积41.34平方公里，总人口3017，人口密度73.0人/平方公里（2011年1月1日）。